# شیرین عبدالوهاب
النا سید محمد عبد الوهاب با نام هنری شیرین خواننده و بازیگر مصری است

## زندگی‌نامه
وی در ۱۰ اکتبر ۱۹۸۰ در قاهره به دنیا آمد. فعالیت‌های هنری خود را در اوایل سال ۲۰۰۰ با نماهنگ اه یا لیل آغاز کرد. در ۲۰۰۷ با آهنگساز مصری محمد مصطفی ازدواج کرد و از او دو فرزند به نام‌های مریم و هنا دارد. بعد از پنج سال زندگی مشترک با محمد مصطفی، در سال ۲۰۱۲ از او جدا شد. در آوریل ۲۰۱۸ با حسام حبیب، آهنگساز مصری، ازدواج کرد.
در فهرستی که اسپاتیفای از پرشنونده‌ترین خوانندگان زن در خاورمیانه و شمال آفریقا در دو ماه اول سال ۲۰۱۹ منتشر کرد، شیرین در صدر قرار داشت.

## جنجال‌ها
یکی از دلایل شهرت شیرین جنجال‌های فراوانی که او در آن‌ها نقش آفریده‌است.
در پی گفتگوی شیرین عبدالوهاب در ایام درگیری‌های سراسری در مصر با شبکه خبری الجزیره اعلام کرد که به دلیل نشر اخبار دروغ در رابطه با جوانان میدان التحریر، تا اطلاع ثانوی در شبکه‌های مصری ظاهر نمی‌شود. وی از حسنی مبارک خواست تا مسئولین قتل‌های میدان التحریر را هر چه زودتر محاکمه کند. شیرین در پایان مصاحبه با شبکهٔ الجزیره، به صورت زنده سرود انقلابی مصر را برای دفاع از انقلاب و جوانان مصر اجرا کرد.
در ۱۶ اوت ۲۰۱۴ شریف منیر، بازیگر و همسایه شیرین، از او به خاطر آسیب رساندن به آپارتمانش و توهین و سوءقصد شکایت کرد. سنگ مرمری از خانهٔ شیرین به بالکن خانهٔ منیر افتاده بود و نزدیک بود به دخترش آسیب برساند. وقتی منیر به شیرین شکایت برده، او توهین و حمله کرده بود. دادگاه شیرین را به شش ماه زندان و جریمهٔ ۵۰۰ پوند محکوم کرد. شیرین عذر خواست و منیر شکایتش را پس گرفت.
در مراسم عروسی عمرو یوسف و کندة علوش، شیرین روی صحنه رفت و بدون اینکه بداند در حال فیلم گرفتن از او هستند سر شوخی را باز کرد و در اشاره به صنعت موسیقی در مصر گفت «ما در مصر به جز تامر حسنی و محمد حماقی خواننده نداریم و می‌خواهم بگویم که دورهٔ او [عمرو دیاب] به سر رسیده‌است. زیادی پیر شده‌است.» پس از انتشار ویدئو، کاربران شبکه‌های اجتماعی شیرین را به مست بودن متهم کردند. شیرین عذرخواهی کرد.
نوامبر ۲۰۱۷ در پی انتشار ویدئویی در شبکه‌های اجتماعی از اجرای شیرین در شارجه مربوط به یک سال قبل، اتحادیه موسیقی‌دانان مصر شیرین را به خاطر «تمسخر ناعادلانهٔ مصر عزیز ما» دو ماه ممنوع‌الکار کرد. در کنسرت از شیرین خواسته بودند آهنگ «ماشربتش من نیلها» (از نیلش نوشیده‌ای؟) را بخواند و او در پاسخ به‌شوخی گفته بود نوشیدن از رود نیل تب حلزون می‌آورد و توصیه کرده بود آب معدنی مصرف کنند. شیرین بابت «شوخی احمقانه»اش عذرخواهی کرد. با این همه، دادگاهی در قاهره او را به جرم انتشار اخبار جعلی به ۶ ماه زندان محکوم کرد. وثیقهٔ ۵ هزار پوندی و جریمهٔ ۱۰ هزار پوندی برای محبوس نشدن او تعیین شد.